# Yoana Martínez
Yoana Martínez Barbero (ur. 18 listopada 1980 w San Sebastián) – hiszpańska zawodniczka badmintona.
Zawodniczka startowała na Igrzyskach w Pekinie, w grze pojedynczej kobiet – odpadła w 1/16 finału.